# Genista triacanthos
Genista triacanthos é uma espécie do género Genista pertencente à família Fabaceae. É originária da Europa.
Os seus nomes comuns são ranha-lobo, tojo-gatanho-menor ou tojo-molar.

## Descrição
São arbustos espinosos. Caules de até 100 cm de altura, pubescentes, com espinhos axilares. Folhas de 2-20 mm, trifoliadas, folíolos estreitamente oblanceolados. Flores em racemos laxos terminais ou laterales. Brácteas oblanceoladas. Pedicélios de 1-2 mm. Bractéolas de 1-3 mm. Cálice de 3-4 mm, glabro, com tubo tão largo como os lábios ou ligeiramente mais curto; lábio superior com dentes triangular-acuminados, o inferior com dentes linear-lanceolados. Estandarte de 4,5-6 mm, triangular, glabro; quilha de 8-10 mm, glabra. Legume de 6-8 mm, ovado, acuminado, laxamente seríceo, com 1(-2) sementes sem estrofíolo.  Floresce e dá frutos de Abril a Junho.

## Distribuição e habitat
Pode ser encontrada em sub-bosques de sobreirais e carvalhais, raramente em urzais, em substratos ácidos; a uma altitude de 0-1300 metros, na Península Ibérica e Noroeste de Marrocos.

## Taxonomia
Genista triacanthos foi descrita por  Félix de Avelar Brotero e publicado em Flora Lusitanica 2: 89. 1804.

## Citologia
Números cromossomáticos de Genista triacanthos (Fam. Leguminosae) e táxones infraespecíficos: n=16; 2n=32. n=18; 2n=36

## Sinonimia
- Genista interrupta (Cav.) Steud.
- Genista rostrata Poir. in Lam.
- Genista scorpioides Spach
- Spartium interruptum Cav.
- Spartium rostratum (Poir.) Spreng.
- Genista winkleri Lange
- Genista vepres Pomel	[6][7]